# Carbonara

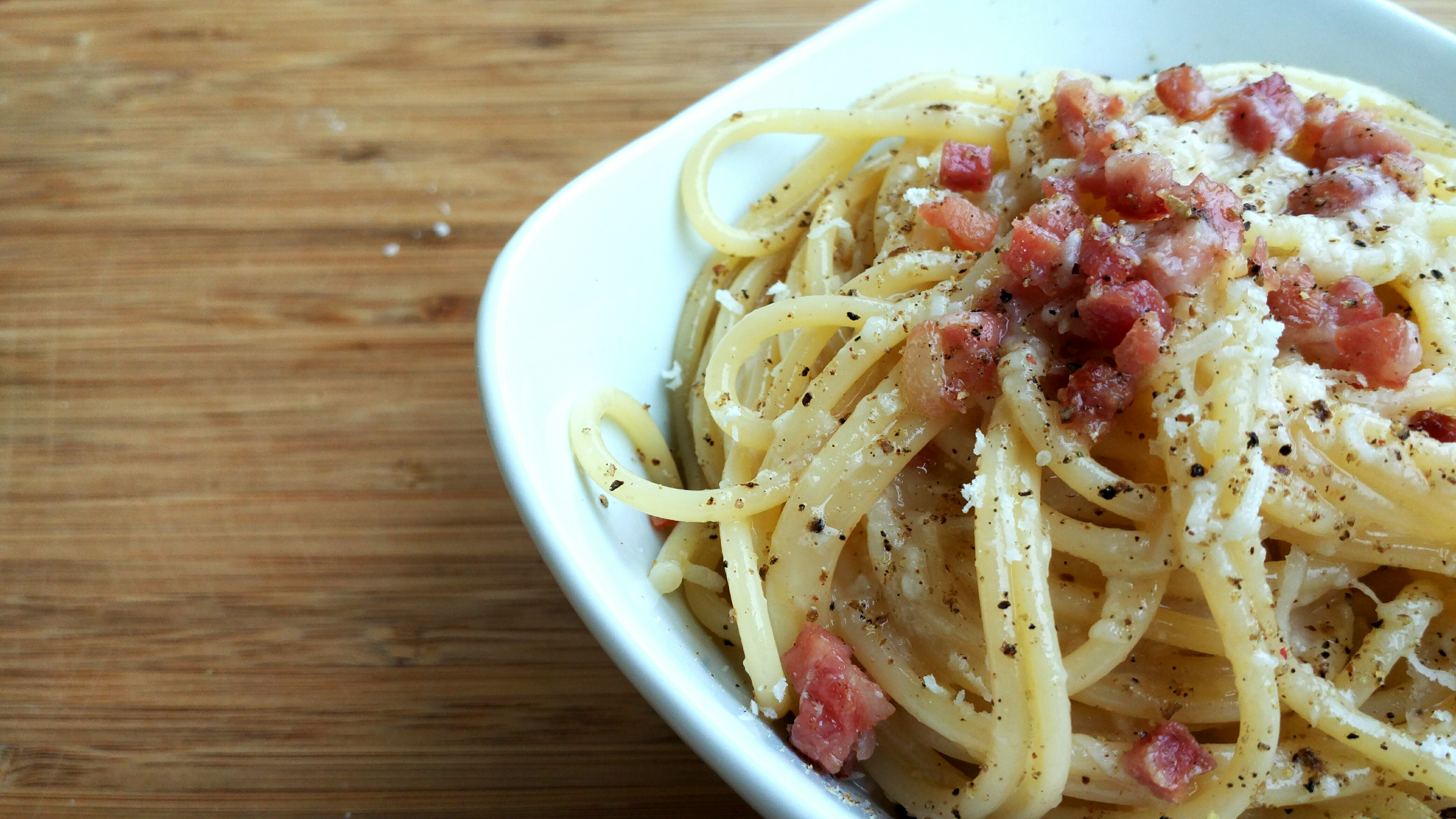
Spaghetti alla Carbonara

Carbonara of alla Carbonara is een Italiaanse bereiding die meestal met spaghetti wordt gegeten. De saus wordt bereid met 'arme' ingrediënten als buikspek (pancetta) of wangspek (guanciale), kaas (pecorino), ei of eidooier en zwarte peper. Het komt van origine uit Lazio, maar staat standaard op de kaart bij veel restaurants in heel Italië.

## Geschiedenis
De naam alla Carbonara lijkt te verwijzen naar de houtskoolbranders, ofwel kolenbranders, die dit gerecht in hun schaftpauze zouden eten. De herkomst van de naam is echter onzeker. Het gerecht is onder deze naam niet te vinden vóór 1945. Het zou volgens de gastronoom Marco Guarnaschelli Gotti bedacht zijn bij de bevrijding van Rome door de Bolognese chef Renato Gualandi op basis van de eipoeder en baconrantsoenen van de Amerikaanse bevrijders. Combinaties van spek, ei en pasta bestonden echter al veel langer in de Italiaanse keuken.

## Bereiding
Het spek wordt gebakken en de pasta wordt al dente gekookt in gezouten water. Het ei wordt met geraspte pecorino en versgemalen peper gemengd. Daarna worden de spekblokjes aan dit mengsel toegevoegd. Wanneer de pasta gaar is, wordt die door dit mengsel geroerd, tezamen met wat kookvocht. De afwerking gebeurt met wat kaas en peper.

## Alternatieven
Veel alternatieve recepten voegen nog room toe, maar dat is geen traditionele carbonara. Soms wordt de pancetta/guanciale met een beetje witte wijn geblust en nog even doorgekookt. Ook wordt soms het eiwit niet gebruikt maar alleen de goed opgeklopte eidooiers. In sommige streken (vooral buiten Italië) worden nog groenten toegevoegd, of fijngehakte (platte) peterselie.
Ook wordt er door sommige Romeinse koks gespeeld met mixes van kaas, door er naast pecorino ook parmigiano of grano padano aan toe te voegen. 